# Hertog van Gordon

Wapen van de hertog van Richmond, Lennox en Gordon

Hertog van Gordon (Engels: Duke of Gordon) is een Schotse en Britse adellijke titel. 
De Schotse titel hertog van Gordon werd gecreëerd in 1684 door Karel II voor George Gordon, markies van Huntly.
Na het uitsterven van de familie in 1836 verviel de titel; erfgenaam was Charles Lennox, 5e hertog van Richmond, wiens zoon, de 6e hertog van Richmond, in 1876 de Britse titel hertog van Gordon kreeg, waarmee deze de enige Britse edelman is die drie hertogdommen (namelijk Richmond, Lennox en Gordon) op zijn naam heeft staan
Zijn nakomelingen bezitten de titel nog steeds.

## Hertog van Gordon, eerste creatie (1684)
- George Gordon, 1e hertog van Gordon (1684–1716)
- Alexander Gordon, 2e hertog van Gordon (1716–1728)
- Cosmo George Gordon, 3e hertog van Gordon (1728–1752)
- Alexander Gordon, 4e hertog van Gordon (1752–1827)
- George Gordon, 5e hertog van Gordon (1827–1836)

## Hertog van Gordon, tweede creatie (1876)
- Charles Gordon-Lennox, 1e hertog van Gordon (1876–1903)
- Charles Gordon-Lennox, 2e hertog van Gordon (1903–1928)
- Charles Gordon-Lennox, 3e hertog van Gordon (1928–1935)
- Frederick Gordon-Lennox, 4e hertog van Gordon (1935–1989)
- Charles Gordon-Lennox, 5e hertog van Gordon (1989-2017)
- Charles Gordon-Lennox, 6e hertog van Gordon (2017-)